# إقلاع وهبوط تقليدي

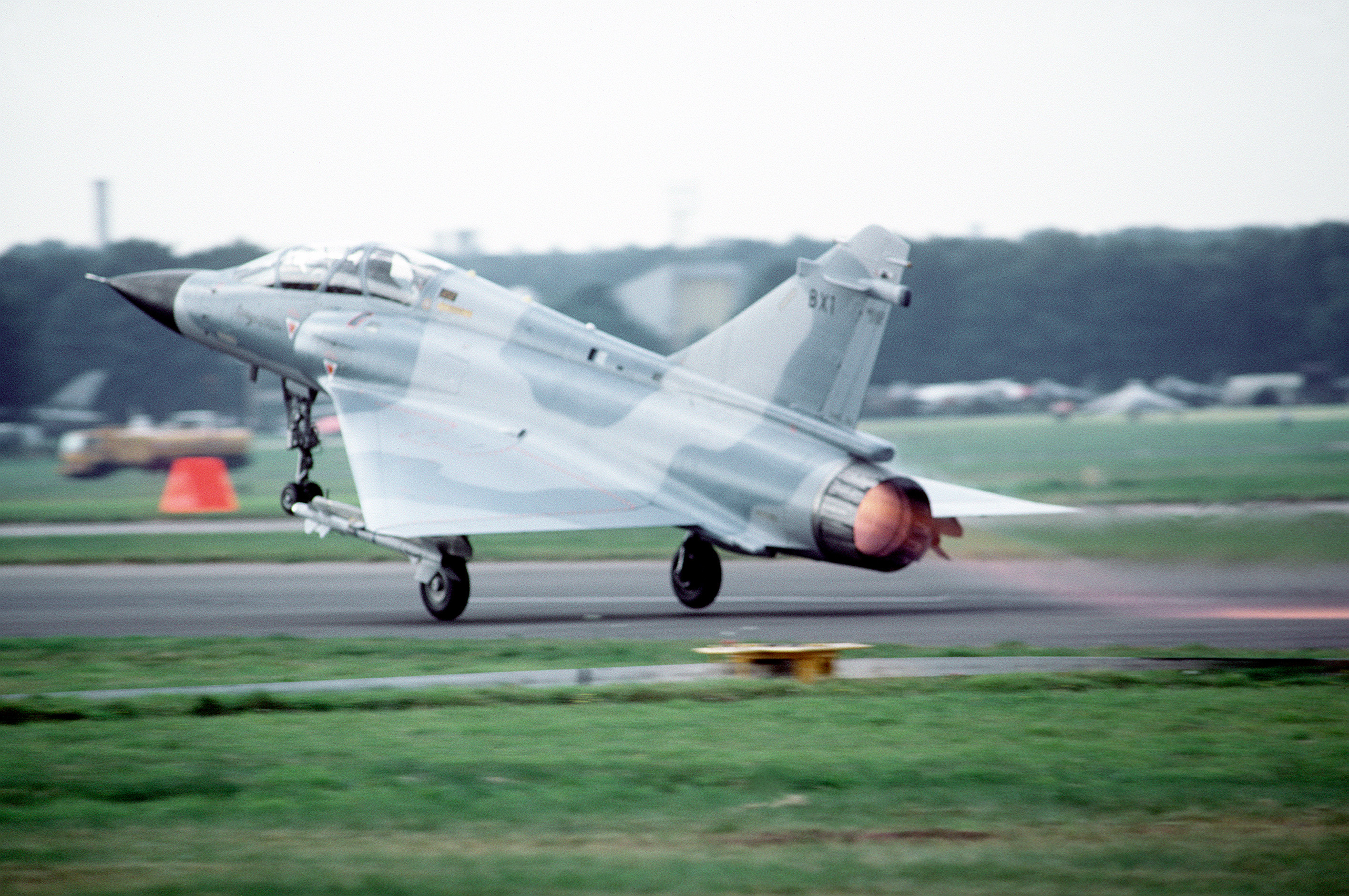

إقلاع وهبوط تقليدي (CTOL) (بالإنجليزية: Conventional Take-off and Landing) هو مصطلح يطلق على عملية الإقلاع والهبوط التقليدية لطائرة. في عملية الإقلاع التقليدي تقوم الطائرة أولاً بالسير على مدرج المطار حتى تصل لسرعة الإقلاع ثم ترتفع عن الأرض. أما في عملية الهبوط التقليدية تقوم الطائرة بلمس الأرض وهي تسير بسرعة كبيرة ثم تستخدم المكابح حتى تقف الطائرة عن الحركة.
في حالة الطائرات المائية بدلا من المدارج تستخدم مسطحا مائيا.